# Pentaschistis galpinii
Pentaschistis galpinii là một loài thực vật có hoa trong họ Hòa thảo. Loài này được (Stapf) McClean mô tả khoa học đầu tiên năm 1926.